# 海冰楼
海冰楼，又称南开大学教师发展中心大楼，原为南开大学大礼堂，始建于1952年，位于南开大学八里台校区新开湖与马蹄湖之间。2018年，在大礼堂旧址的基础上进行改建，项目入围2020年法国凡尔赛建筑奖校园组。

## 历史
原址最初为建于1952年的南开大学食堂兼礼堂。1959年，时任国务院总理的周恩来视察南开大学时，曾经来大礼堂的职工食堂就餐。
2016年10月16日，校友周海冰、侯莹向南开大学捐资1亿元人民币，其中5000万元用于建设一座用于南开历史与文化的保存展示、学校的教育科技文化交流的建筑物，即该旧址的改建。2018年改建时，保留了原建筑的部分结构，并在此基础上重新设计建造。
2019年9月，南开大学百年校庆前夕落成。改建项目因捐建人周海冰、侯莹而命名为海冰楼，内设侯莹厅，中国科学院院士、诺贝尔物理学奖获得者杨振宁为海冰楼题名。